# Thô miến
Thô miến là một loại mì Trung Quốc thường được sử dụng trong các nhà bếp ở miền Bắc Trung Quốc. Nó cũng có thể được tìm thấy ở Hồng Kông cũng như trong các nhà hàng ở các vùng khác của Trung Quốc chuyên về ẩm thực của miền Bắc đất nước này.
Những sợi mì này được làm bằng bột mì và nước. Một biến thể nổi tiếng là Thô miến Thượng Hải (tiếng Trung: 上海粗麵; bính âm: Shànghǎi Cu Mian).